# Sinus Lunicus
A Sinus Lunicus egy holdi terület a Mare Imbrium (Esők tengere) délkeleti részén, az Archimedes, az Autolycus és az Aristillus kráterek közelében. A nevet a Nemzetközi Csillagászati Unió (IAU) adta 1970-ben a Luna–2 tiszteletére. Ez az űrszonda volt az első, amely ezen a helyen elérte a Hold felszínét 1959. szeptember 14-én. A Sinus Lunicus átmérője 126 km.